# Dicranota (Plectromyia) reducta tehamicola
Dicranota (Plectromyia) reducta tehamicola is een ondersoort van de tweevleugelige Dicranota (Plectromyia) reducta uit de familie Pediciidae. De ondersoort komt voor in het Nearctisch gebied.